# Nowe podróże Guliwera
Nowe podróże Guliwera (ang. Saban’s Gulliver’s Travels, niem. Gullivers Reisen, 1992–1993) – francusko-amerykański serial animowany zrealizowany na podstawie powieści Jonathana Swifta.
Serial opowiada o doktorze Lemuelu Guliwerze – żeglarzu, który postanowił zwiedzić cały świat. W trakcie swojej podróży Guliwer poznaje świat, w których mieszkają mali mieszkańcy – Liliputy. Guliwerowi towarzyszą: doktor Flim, jego żona Fosla, córka Folia i najlepszy przyjaciel – Raphael.
W 2001 roku, po przejęciu przez The Walt Disney Company Fox Kids Worldwide, w tym Saban Entertainment, prawa do serialu przeszły na Disneya.

## Bohaterowie
- Guliwer – tytułowy bohater serialu
- Raphael – pomocnik Guliwera
- Doktor Flim – przyjaciel Guliwera
- Fosla – żona doktora Flima
- Folia – córka Fosli i doktora Flima

## Wersja polska
Opracowanie i udźwiękowienie wersji polskiej: na zlecenie Fox Kids – Studio Eurocom

Reżyseria: Dobrosława Bałazy

Dialogi:
- Dariusz Paprocki (odc. 1, 6-7, 15-17, 19-21, 23-24, 26),
- Marcin Wyrwał (odc. 4-5, 8-10),
- Jacek Wolszczak (odc. 11-14)

Dźwięk i montaż: Jacek Kacperek

Kierownictwo produkcji:
- Jerzy Wiśniewski (odc. 1, 4-10),
- Marzena Wiśniewska (odc. 11-17, 19-21, 23-24, 26)

Udział wzięli:
- Artur Kaczmarski – Guliwer
- Jacek Wolszczak – Rafael
- Teresa Lipowska – Fosla
- Ryszard Nawrocki – doktor Flim
- Agnieszka Kunikowska – Folia
- Włodzimierz Press – Król
- Anna Apostolakis – Królowa
- Marek Frąckowiak – Minister Golgolam
- Krzysztof Zakrzewski – Generał Snorcl
- Mieczysław Gajda
- Andrzej Gawroński
- Stefan Knothe
- Robert Tondera
- Waldemar Błaszczyk
- Zbigniew Suszyński
- Zbigniew Konopka
- Justyna Zbiróg
- Elżbieta Dębska
- Mirosława Krajewska
- Ewa Decówna
- Ania Wiśniewska
- Iwona Rulewicz
- Ewa Serwa
- Jacek Czyż
- Jan Kulczycki
- Piotr Zelt
- Tomasz Marzecki
- Grzegorz Drojewski
- Pamela Betley
- Kacper Borowiec
- Jonasz Tołopiło
- Józef Mika

Tekst piosenki: Anna Rutkowska

Śpiewała: Anna Sochacka

Kierownictwo muzyczne: Piotr Gogol

## Odcinki
- Serial liczy 26 odcinków. W Jetix Play było emitowanych tylko 21. Pomijane odcinki to: 2, 3, 18, 22, 25.
- Wcześniej można go było oglądać na kanałach TVN i Fox Kids oraz Jetix Play.
- W Polsce serial nie ma oficjalnych tytułów. Poniżej są podane wymyślone przez fanów serialu.

### Spis odcinków
| Nr             | Nieoficjalny polski tytuł | Angielski tytuł               |
| -------------- | ------------------------- | ----------------------------- |
|                |                           |                               |
| SERIA PIERWSZA |                           |                               |
|                |                           |                               |
| 01             | Walka z gigantami         | Battle of the Giants          |
| 02             | Walka z gigantami         | Battle of the Giants          |
|                |                           |                               |
| 03             | Tańczący wąż              | Snake Dance                   |
|                |                           |                               |
| 04             | Król Raphael              | King Raphael                  |
|                |                           |                               |
| 05             | Królewski architekt       | The Architect of the King     |
|                |                           |                               |
| 06             | Winogrona dla Raphaela    | Pigeons for Raphael           |
|                |                           |                               |
| 07             | Odwaga                    | The Healer                    |
|                |                           |                               |
| 08             | Chleb, masło i ser        | Bread, Butter and Cheese      |
|                |                           |                               |
| 09             | Wielka gra                | The Hunt Game                 |
|                |                           |                               |
| 10             | Wojna                     | War                           |
|                |                           |                               |
| 11             | Wyspa humanistyki         | The Island of the Houyhoyhums |
|                |                           |                               |
| 12             | Wyspa filozofii           | The Island of the Philosophs  |
|                |                           |                               |
| 13             | Nawiedzona kutltura       | Haute Couture                 |
|                |                           |                               |
| 14             | Król małp                 | The Monkey King               |
|                |                           |                               |
| 15             | Doktor Flim Supergwiazdą  | Film Superstar                |
|                |                           |                               |
| 16             | Piraci                    | The Pirates                   |
|                |                           |                               |
| 17             | Czary Mary                | Abracadabra                   |
|                |                           |                               |
| 18             | Słodki interes            | The Sweet Interess            |
|                |                           |                               |
| 19             | Wyspa Laputy              | The Island of Laputa          |
|                |                           |                               |
| 20             | Miasto Słońca             | The Sunken City               |
|                |                           |                               |
| 21             | Wielka parada             | The Great Parade              |
|                |                           |                               |
| 22             | Mały olbrzym              | The Small Giant               |
|                |                           |                               |
| 23             | Za trudne, aby trafić     | Too Difeacull to Throw        |
|                |                           |                               |
| 24             | Królowa Amazonii          | The Amazon Queen              |
|                |                           |                               |
| 25             | Złote miasto              | The Gold City                 |
|                |                           |                               |
| 26             | Lawa z wulkanu            | The Volcano Lava              |
|                |                           |                               |